# Dziesięcioro przykazań (film 1956)
Dziesięcioro przykazań (ang. The Ten Commandments) – amerykański film religijny z 1956 roku w reżyserii Cecila B. DeMille’a na podst. powieści Prince of Egypt (1949) Dorothy Clarke Wilson, Pillar of Fire (1859) J.H. Ingrahama oraz On Eagle’s Wings (1937) A.E. Southona. Autorzy scenariusza w wielu aspektach trzymali się tekstu biblijnego zawartego w Księdze Wyjścia, a także przekazów historycznych spisanych przez Filona z Aleksandrii, Józefa Flawiusza i Euzebiusza z Cezarei oraz zbiorów Midraszy. Jest remakiem prologu filmu pod tym samym tytułem z 1923 roku, tego samego reżysera. W rolach głównych wystąpili Charlton Heston jako Mojżesz, Yul Brynner jako Ramzes, a także m.in. Anne Baxter, John Derek, Debra Paget, Edward G. Robinson, Yvonne De Carlo, Nina Foch, Cedric Hardwicke, Martha Scott, Judith Anderson czy Vincent Price. Z wielkim rozmachem w filmie została przedstawiona historia opuszczenia przez Izraelitów ziemi egipskiej pod wodzą Mojżesza i o przymierzu z Jahwe pod Synajem.
Premiera filmu miała miejsce w nowojorskim Criterion Theatre 8 listopada 1956. W czasie premiery Dziesięcioro przykazań było najdroższym filmem w historii kina. Był to ostatni film nakręconym przez DeMille’a, a również jego jedyny panoramiczny film. Był także jego najbardziej kasowym obrazem, jak i jednym z najbardziej kasowych filmów na całym świecie.
Dziesięcioro przykazań otrzymało siedem nominacji do Oscara, w tym dla najlepszego filmu, przegrywając w tej kategorii z W 80 dni dookoła świata, a zdobywając za efekty specjalne. Film otrzymał również pozytywne oceny od krytyków, a w 1999 roku został wprowadzony do Narodowego Rejestru Filmowego Stanów Zjednoczonych jako film „znaczący kulturowo, historycznie bądź estetycznie”. Film jest emitowany corocznie w amerykańskiej telewizji kablowej przez stację ABC w okresie wielkanocnym od 1973 roku.

## Fabuła
W Egipcie za rządów faraona Ramzesa I, aby zapobiec spełnieniu się proroctwa o wyzwolicielu znajdujących się pod egipską niewolą plemion hebrajskich, ogłasza się rozkaz zabicia wszystkich ich noworodków płci męskiej. Lewitka Jokebed ratuje swego dopiero co narodzonego syna potajemnie puszczając go w koszu do Nilu. Bitia, córka faraona odnajduje ukryte w rzecznej trzcinie niemowlę, które traktując jako znak od zmarłego męża postanawia wychować i nadaje mu imię Mojżesz. Wzrastając w faraońskim pałacu Mojżesz zyskuje przychylność Setiego, brata Bitii i obecnego faraona oraz miłość księżniczki Nefretiri. Wraca on z zwycięskiej kampanii przeciw Etiopii, którą uczynił sojusznikiem Egiptu. Ramzes, syn Setiego i przybrany kuzyn Mojżesza nadzoruje budowę miasta na jubileusz Setiego w Goszen zamieszkałym przez Hebrajczyków. Opóźnienie prac tłumaczy wiarą Hebrajczyków o wyzwolicielu. Wobec tego Mojżesz jest mianowany nowym nadzorcą.
Podczas prac Mojżesz ratuje Jokebed przed zgnieceniem przez blok kamienny i daruje życie chcącego ocalić ją kamieniarza Jozuego, który opowiada mu o hebrajskim bezimiennym bogu i nadziejach o wybawicielu. Mojżesz poprawia warunki pracy Hebrajczykom, przez co budowane miasto zostaje ukończone na czas i Seti rozważa go uczynić następcą tronu. Memnet, piastunka Bitii będąca jedynym świadkiem znalezienia Mojżesza w Nilu wyjawia Nefretiri, że ten jest synem hebrajskich niewolników. Nie chcąc stracić ukochanego, Nefretiri zabija Memnet. Mojżesz dowiedziawszy o czynie Nefretiri i podąża za Bitią do domu Jokebed, gdzie spotyka ją, brata Aaron i siostrę Miriam. Mimo próśb Bitii, Jokebed niechętnie wyznaje prawdę.
Mojżesz w przebraniu pracuje z Hebrajczykami, by lepiej ich poznać. Nefretiri nakłania go do powrotu do pałacu, by jako faraon mógł pomóc swoim rodakom. Jozue przeciwstawia się uczynieniu swej ukochanej, nosiwodki Lilii nałożnicą Baki, głównego architekta Egiptu. Baka chce zachłostać go na śmierć, lecz ginie z rąk interweniującego Mojżesza, który wyznaje prawdę o sobie Jozuemu. Świadkiem tego jest Hebrajczyk Datan, główny nadzorca swych rodaków i następnie składa raport Ramzesowi. Aresztowany Mojżesz przyznaje się do chęci wyzwolenia niewolników. Seti ogłasza Ramzesa swoim jedynym spadkobiercą, lecz nie nie jest w stanie skazać Mojżesza i zostawia to Ramzesowi. Datan zostaje mianowany nowym rządcą Goszen, a jego brat Abiram zastępcą. Skazuje Jozuego na prace w kopalni miedzi na Synaju i zmusza Lilię do bycia swoją nałożnicą.
Ramzes uważa, że wyrok śmierci uczyni z Mojżesza męczennika, więc skazuje go na wygnanie z Egiptu. Błąkając się po pustyni Mojżesz znajduje schronienie wśród Midianitów, gdzie żeni się z Seforą, córką szejka Jetro w podzięce za ratunek jego córek przed Amalekitami. Midianici również wyznają hebrajskiego boga, któremu hołdy składają pod Bożą Górą. W międzyczasie Seti zmarł, a Ramzes staje się nowym faraonem, Nefretiri zaś jego żoną. Wiele lat później Mojżesz podczas wypasu owiec ze swym synem Gerszomem znajduje zbiegłego z kopalni Jozuego. Na szczycie góry Mojżesz dostrzega płonący krzak, z którego otrzymuje objawienie Boga. Natchniony Mojżesz w towarzystwie rodziny i Jozuego, wyrusza w drogę powrotną, by uratować rodaków.
Podczas audiencji zagranicznych gości Mojżesz i Aaron domagają uwolnienia swego narodu. Ramzes odmawia, mówiąc że Hebrajczycy to jego własność i zabrania dostarczania Hebrajczykom słomy do wyrobu cegieł. Wciąż kochająca Mojżesza Nefretiri ratuje go przed ukamienowaniem przez Hebrajczyków, w którym ujawnia, że jest żonaty. Podczas święta Chnuma Mojżesz zamienia rzekę Nil w krew na siedem dni. Po serii plag zsyłanych na Egipt Ramzes wciąż się opiera, racjonalizując ich przyczynę zjawiskami naturalnymi. Mojżesz sprowadza płonący grad na pałac faraona. Naczelny kapłan Jannes i dowódca armii Pentaur w imieniu Egipcjan proszą Ramzesa o uwolnienie Hebrajczyków. Ramzes jest gotów spełnić prośby, ale pod wpływem Nefretiri urażonej odrzuceniem przez Mojżesza, wycofuje się z tego.  
Mojżesz ostrzega, że następna plaga zostanie wezwana przez samego faraona. Rozwścieczony Ramzes nakazuje o świcie zabić wszystkich pierworodnych Hebrajczyków począwszy do Gerszoma. Nefretiri ratuje rodzinę Mojżesza wywożąc ich karawaną. Dowiedziawszy o planach faraona Mojżesz mówi jej ze smutkiem, że to jej własny syn umrze i nie może go uratować. O północy zesłany przez Boga anioł zagłady odbiera życie wszystkim pierworodnym Egipcjanom, w tym jedynemu synowi Ramzesa i Nefretiri. Zrozpaczony utratą następcy tronu faraon wypędza wszystkich Hebrajczyków, dając im wolność. Pełni radości Hebrajczycy ze swym dobytkiem opuszczają Egipt ku Ziemi Obiecanej pod okiem Jozuego. Wraz z nimi udaje się także nawrócona Bitia ze swymi sługami.
Datan jako Hebrajczyk traci stanowisko i zmuszony jest udać z resztą rodaków, którzy odmawiają mu przywilejów, zwłaszcza Jozue zjednoczony z wolną Lilią. Ramzes, podjudzany przez żądną zemsty na Mojżeszu Nefretiri, staje na czele wojsk mających zabić Hebrajczyków. Dopadają ich nad Morzem Czerwonym. Datan oskarża Mojżesza o doprowadzenie do zguby, ten jednak w cudowny sposób zatrzymuje Egipcjan ścianą ognia i otwiera wody morza, przez które Hebrajczycy bezpiecznie przechodzą. Gdy Ramzes nakazuje wojsku przejść przez morze, ono się zamyka zatapiając wszystkich żołnierzy. Po powrocie do pałacu Ramzes jest gotów zabić Nefretiri, ale nie jest w stanie tego dokonać wiedząc, że jej śmierć nic nie przyniesie. Oboje niechętną uznają boga Mojżesza za prawdziwego boga.
Hebrajczycy rozbijają obóz pod Bożą Górą, gdzie Mojżesz jednoczy się z Seforą i Gerszomem. Udawszy się na szczyt góry otrzymuje dziesięć przykazań spisanych przez Boga na dwóch kamiennych tablicach. W międzyczasie niecierpliwy Datan uważa Mojżesza za zmarłego i zmusza niechętnego Aarona do zbudowania bożka ze złota w postaci cielca. Większość Hebrajczyków składa złotemu cielcowi ofiary i urządza dekadencką orgię. Na rozkaz Boga Mojżesz schodzi ze szczytu. Ci co nadal wierzą w Boga stają przy Mojżeszu, który rozgniewany grzeszącymi Hebrajczykami uznaje ich za niegodnych i rozbija tablice w złotego cielca, który eksploduje, zabijając Datana i jego popleczników. Po wymuszonych przez Boga czterdziestu latach błąkania się po pustyni Mojżesz prowadzi później swój lud do ziemi za Jordanem. On sam nie może jednak wejść do niej z powodu wcześniejszego nieposłuszeństwa wobec Boga. Czyni Jozuego swym następcą i żegna się z bliskimi na górze Nebo.

## Obsada
W filmie wystąpili, m.in.:
- Charlton Heston –
  - Mojżesz,
  - Bóg jako krzew gorejący (głos)
    - Fraser Heston – Mojżesz jako niemowlę
- Yul Brynner – faraon Ramzes II
- Anne Baxter – Nefretiri
- John Derek – Jozue
- Debra Paget – Lilia
- Edward G. Robinson – Datan
- Yvonne De Carlo – Sefora
- Nina Foch – Bitia
- Cedric Hardwicke – faraon Seti
- Martha Scott – Jokebed
- John Carradine – Aaron
- Olive Deering – Miriam
  - Babette Bain – mała Miriam
- Douglass Dumbrille – arcykapłan Jannes
- Henry Wilcoxon – generał Pentaur
- Donald Curtis – Mered
- Lawrence Dobkin – Chur ben Kaleb
- Frank de Kova – Abiram
- Tommy Duran – Gerszom
  - Tim Cagney – 6-letni Gerszom
- Eugene Mazzola – syn Ramzesa i Nefretiri
- Julia Faye – Eliszeba
- Paul de Rolf – Eleazar
  - Robert Carson – dorosły Eleazar
- Vincent Price – Baka
- Judith Anderson – Memnet
- Eduard Franz – Jetro
- John Miljan – ślepiec
- Mimi Gibson – wnuczka ślepca
- H.B. Warner – Aminadab
- Francis McDonald – Szymon
- Woody Strode – król Etiopii
- Esther Brown – księżniczka Tarbis
- Ian Keith – faraon Ramzes I
- Ramsay Hill – Korach
- Joan Woodbury – żona Koracha
- Jesse Delos Jewkes – Bóg jako słup ognia (głos)
- Robert Vaughn –
  - włócznik,
  - Hebrajczyk w złotym cielcu
- Kenneth MacDonald – niewolnik
- Cecil B. DeMille – narrator (głos)

## Realizacja
Przedsiębiorstwo Mitchell Camera rozpoczęło budować cztery jednostki kamer VistaVision specjalnie do Dziesięcioro przykazań. Jedna z nich posłużyła się do innego filmu Paramount Pictures – Białe Boże Narodzenie (1954).
Okres zdjęciowy trwał od 13 października 1954 do 13 sierpnia 1955. Zdjęcia realizowano w Stanach Zjednoczonych (Monument Valley) i Egipcie (Synaj, Abu Rudajs, Abu Ruwaysh, Luksor).
DeMille, tworząc sewencję  rozstąpienia się Morza Czerwonego, planował w zamyśle ulepszyć tę samą wersję z reżyserowanego przez niego Dziesięcioro przykazań (1923).  Za efekty specjalne do filmu odpowiadał John P. Fulton, szef działu efektów specjalnych w Paramount Pictures. Scena rozstąpienia się Morza Czerwonego była uznana za najbardziej zaawansowany efekt specjalny w owym czasie. W jej ramach chmury wykonano z optycznie przyciemnionego dymu, zaś wodę morską zagrała 300 tys. galonów wypuszczonych ze zbiorników, zalewających miniaturową dekorację dna morskiego. Obraz ten odtworzono do tyłu w zwolnionym tempie. Aktorów nakręcono na blue boxie. Jazdę egipską nakręcono w Beni Youssef i wklejono ją później w postprodukcji. W związku presją na ukończenie filmu w sierpniu 1956, prace nad efektami kompozycyjnymi musiałby być przyspieszone co zaważyło na niedoróbkach, które DeMille niechętnie zatwierdził. Sylwetka Mojżesza na tle gromiącego nieba w zbliżeniu była zrealizowana w budynkach tylnej projekcji Farcio Edouarta, gdzie efekt końcowy zbliżenia dawał lepszą jakość niż blue box.

## Promocja
Kilka miesięcy przed premierą DeMille podjął współpracę z E.J. Ruegemerem, sędzią sądu dla nieletnich w Minnesocie i członkiem organizacji chrześcijańskiej The Fraternal Order of Eagles, który w latach 40. rozpoczął ogólnokrajową kampanię umieszczania kopii Dziesięciu Przykazań w sądach dla nieletnich w całym kraju, chcąc zaszczepić w trudnej młodzieży dobrą ścieżkę moralną. Zainspirowany jego działaniami i widząc w tym potencjał promocyjny DeMille zasugerował Ruegemerowi, aby w ramach promocji medialnych Dziesięciorga przykazań wznieść podobne repliki z kamienia w formie pomników w całych Stanach Zjednoczonych. Ruegemer zgodził się i The Fraternal Order of Eagles postawiło granitowe pomniki Dziesięciu Przykazań w wielu miastach. Chociaż nie ma oficjalnego zapisu, ile pomników wzniesiono, liczby wahają się od 100 do ponad 2000. The Fraternal Order of Eagles kontynuował projekt długo po premierze filmu, a niektóre pomniki wzniesiono dopiero 10 lat później
Charlton Heston i Yul Brynner odbyli krajową trasę, oficjalnie odsłaniając posągi, jednocześnie przypominając tłumom z małych miasteczek, które pojawiły się rzucić okiem na hollywoodzkie gwiazdy, aby wkrótce mogli zobaczyć ekranizację Dziesięciu Przykazań w najbliższym kinie.

## Premiera
Uroczysta premiera filmu odbyła się w Criterion Theatre w Nowym Jorku 5 października 1956 roku. Dzień później odbyła się w. Waszyngtonie, a tydzień później 14 października w Stanley Warner Theatre w Los Angeles.
Dziesięcioro przykazań zostało wznowione w amerykańskich kinach kolejno w 1966, 1972 i 1990 roku.

## Odbiór
Reżyser Martin Scorsese opisał film jako jeden ze swoich guilty pleasures: "Lubię DeMille'a, jego obrazki, jego kinowośc. Zapomnij o scenariuszu – masz skupić się na efektach specjalnych, teksturze, kolorach. (...) DeMille umieścił senną jakość w film tak prawdziwie, że ekscytował mnie za dziecka i trzymał się mnie przez całe życie".

## Nagrody i nominacje
| Nagroda                   | Kategoria                                              | Nominowani                                                             | Wynik     | Źródło |
| ------------------------- | ------------------------------------------------------ | ---------------------------------------------------------------------- | --------- | ------ |
| Nagroda Akademii Filmowej | Najlepszy film                                         | Cecil B. DeMille                                                       | Nominacja | [ 4 ]  |
| Nagroda Akademii Filmowej | Najlepsze zdjęcia (film barwny)                        | Loyal Griggs                                                           | Nominacja | [ 4 ]  |
| Nagroda Akademii Filmowej | Najlepsza scenografia i dekoracje wnętrz (film barwny) | Hal Pereira, Sam Comer, Ray Moyer, Walter H. Tyler i Albert Nozaki     | Nominacja | [ 4 ]  |
| Nagroda Akademii Filmowej | Najlepsze kostiumy (film barwny)                       | Edith Head, Ralph Jester, John Jensen, Dorothy Jeakins, Arnold Friberg | Nominacja | [ 4 ]  |
| Nagroda Akademii Filmowej | Najlepszy dźwięk                                       | Loren L. Ryder i Paramount Studio Sound Department                     | Nominacja | [ 4 ]  |
| Nagroda Akademii Filmowej | Najlepszy montaż                                       | Anne Bauchens                                                          | Nominacja | [ 4 ]  |
| Nagroda Akademii Filmowej | Najlepsze efekty specjalne                             | John P. Fulton                                                         | Wygrana   | [ 4 ]  |
| Złoty Glob                | Najlepszy aktor w filmie dramatycznym                  | Charlton Heston                                                        | Nominacja | [ 22 ] |